# パソコンショップ高知
パソコンショップ高知（パソコンショップこうち、Personal-computer Shop Kochi）は、かつて高知県高知市に存在した日本のパソコンショップ。
PSKのブランド名で1980年代にロリータシリーズ等のアダルトゲーム他、システム関係ソフトやアクションゲームを製作・販売していた。1990年活動停止。

## 主な作品
- 『Z-80SEA』、PC-8001、PC-8801用ソフト。
  - Z80用スクリーンエディタ・アセンブラ
- 『P-DOS』、PC-8001、PC-8801用ソフト。
  - PSK-ディスクオペレーティングシステム
- 『南蛮渡来のどこでもローダー』、PC−8001、PC−8801用ソフト。
  - 機械語のローダー。
- 『PACKN BOYパックンボーイ』､PC-8801用ソフト､1982年｡
  - 『パックマン』クローンゲーム。
- 『GALACK迎え撃て宇宙軍団ギャラック』､PC-8801用ソフト､FD､1983年2月｡
  - 『ギャラクシアン』そっくりのシューティングゲーム。
- 『Super Oekaki 2』、PC-8801用ソフト、1983年、非売品。
  - ドローイングソフト。
- 『ロリータ 野球拳』､FM-8、PC-8801用ソフト､1982年｡
- 『Lolita2〔下校チェイス〕ロリータII 』､FM-8、PC-8801用ソフト､1982年｡
- 『スターストラックSTAR STRUCK』､PC-8801用ソフト､FD､1983年8月｡
  - 横スクロールシューティングゲーム｡
- 『ITINTERNAL TROUBLE･インターナルトラブル』､PC-8801用ソフト､1984年3月｡
  - 3Dワイヤーフレームアクションゲーム｡
- 『ALICE』､FM-8、FM-11、PC-8801用ソフト、1984年7月｡
- 『Yellow Lemonイエローレモン』､FM-7、FM-77、PC-8801用ソフト､1985年8月｡
- 『Final Lolitaファイナルロリータ』､FM-7、FM-77、FM-11、PC-8801、PC-9801用ソフト､1986年1月｡
- 『Cosmo Angelコスモエンジェル』､FM-7、FM-77、PC-8801、PC-9801用ソフト､1986年7月｡
- 『Christineクリスチーヌ』､FM-7、FM-77、PC-8801、PC-9801、X1turbo用ソフト､FD､1986年12月｡
- 『ザ・病院』､PC-8801、PC-9801用ソフト、1987年12月｡
- 『SKAPON探険隊スカポン探検隊』､FM-7、FM-77、FM77AV、PC8801mk2SR用ソフト､1988年10月｡
  - アドベンチャーゲーム。